# Hymenophyllum
Hymenophyllum is een geslacht van ongeveer 350 soorten varens uit de vliesvarenfamilie (Hymenophyllaceae). Het zijn kleine, terrestrische of zelden epifytische of lithofytische varens die enkel op zeer vochtige plaatsen te vinden zijn.
Ze kennen een wereldwijde verspreiding. In Europa zijn twee soorten inheems, één ervan, de platte vliesvaren (Hymenophyllum tunbringense), is ooit ook in België aangetroffen.

## Naamgeving en etymologie
- Synoniemen: Amphipterum (Copeland) Presl (1849-51), Apteropteris (Copel.) Copeland (1938), Buesia (Morton) Copeland (1938), Buesia Morton (1932), Charitophyllum v. d. Bosch (1856), Chilodium Presl (1843), Cycloglossum Presl (1843), Dermatophlebium Presl (1849-51), Diplophyllum v. d. Bosch (1861) [non Lehm. 1814], Euphorophyllum van den Bosch; Plant. Jungh. 1. (19) (1856), Hemicyatheon (Domin) Copeland (1938), Leptocionium C. Presl (1843), Mecodium Presl (1849-51), Mecodium Presl ex Copeland (1938), Meringium C. Presl (1843), Myriodon (Copel.) Copeland (1938), Myrmecostylum Presl (1843), Pachyloma Van den Bosch (1861), Ptychomanes Hedw. (1800), Ptychophyllum Presl (1843), Rosenstockia Copeland (1947), Sphaerocionium C. Presl (1843), Tetralasma Philippi (1860)

De botanische naam Hymenophyllum is een samenstelling van Oudgrieks ὑμήν, humēn (vlies) en φύλλον, phullon (blad).

## Kenmerken
Hymenophyllum-soorten zijn kleine tot zeer kleine, overblijvende planten. De bladen zijn bijna transparant, slechts één cellaag dik en dragen geen huidmondjes. Ze zijn veelvoudig gaffelvormig vertakt en hebben een getande bladrand.
De sporenhoopjes zitten op de tot buiten het blad verlengde nerven een dragen tweekleppige of buisvormige dekvliesjes.
De gametofyten zijn meercellige draad- of lintvormige en kunnen zich, onafhankelijk van de sporofyt, ongeslachtelijk voortplanten door knopvorming of door scheuten.

## Habitaten verspreiding
Hymenophyllum-soorten zijn terrestrische of af en toe epifytische of lithofytische planten die vooral op zeer vochtige groeiplaatsen te vinden zijn, zoals op bemoste rotsen nabij watervallen of in grotopeningen. Ze kennen een wereldwijde verspreiding, met het zwaartepunt in subtropische en tropische streken.
Twee soorten, de platte vliesvaren (H. tunbrigense) en Wilsons vliesvaren (H. wilsonii), komen in Europa voor, waarvan de eerste ook in België en Luxemburg is aangetroffen.
In Madeira komt de zeer zeldzame, endemische Hymenophyllum maderense voor.

## Taxonomie enfylogenieb
In de taxonomische beschrijving van Smith en anderen uit 2006 is Hymenophyllum uitgebreid met de soorten van de voormalige geslachten Cardiomanes, Hymenoglossum, Rosenstockia en Serpyllopsis. Daarmee omvat het geslacht ongeveer 350 soorten.
De typesoort is Hymenophyllum tunbrigense (L.) Sm. (1794).

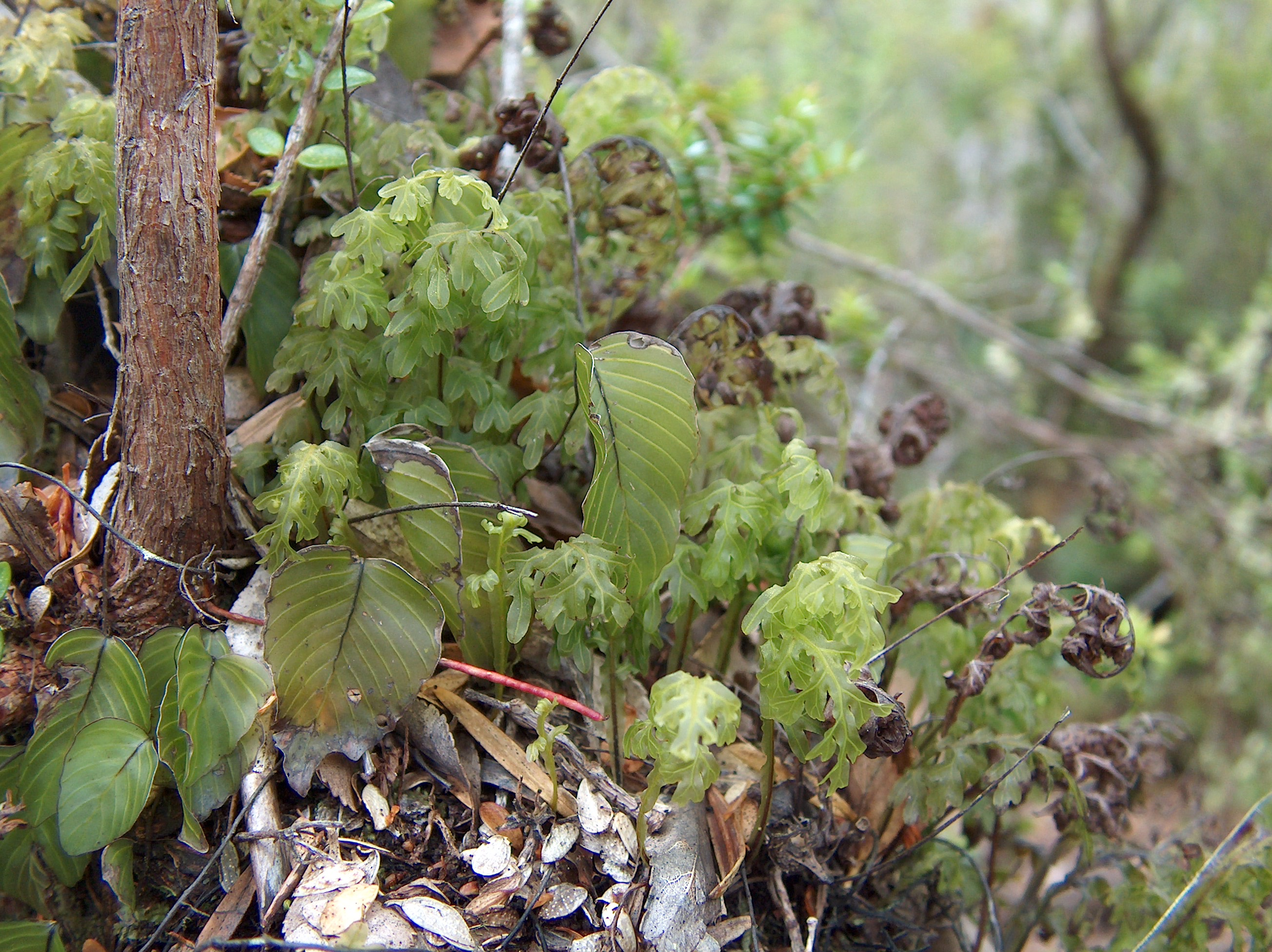
Hymenoglossum cruentum en H. caudiculatum
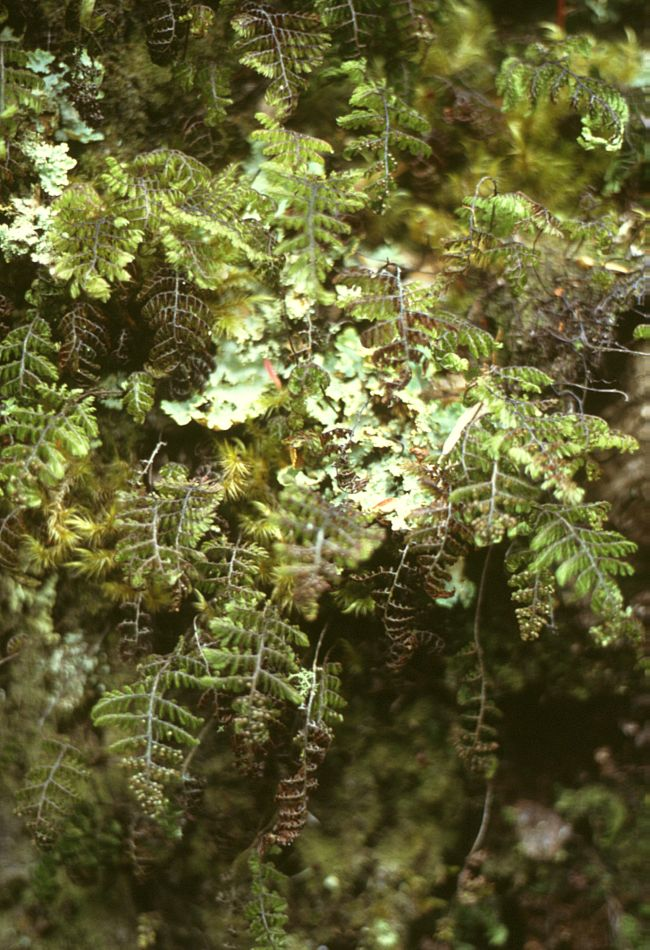
H. dentatum
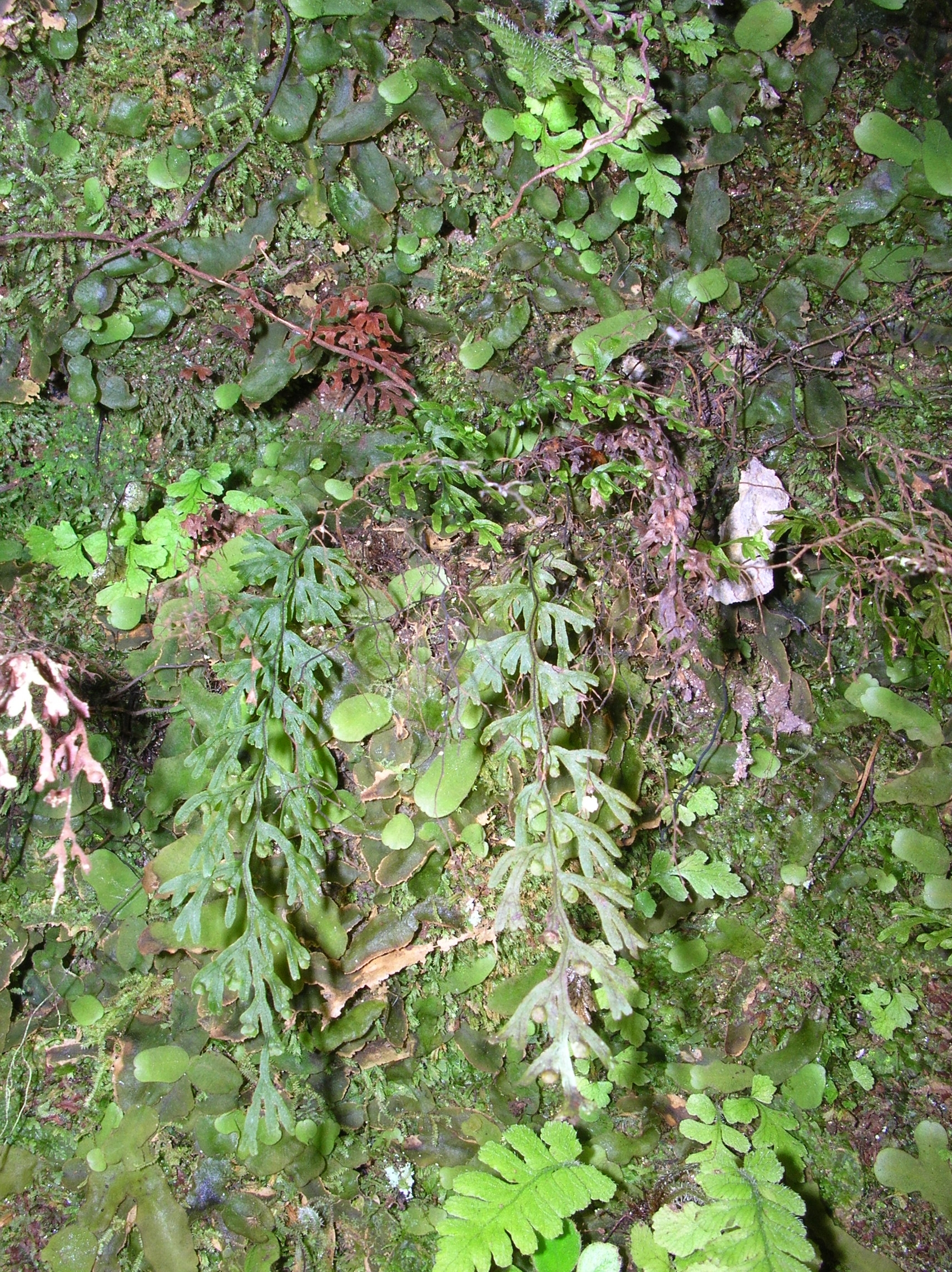
H. recurvum

...  · 
H. maderense · 
H. tunbrigense (Platte vliesvaren) · 
H. wilsonii (Wilsons vliesvaren) · 
...
Abrodictyum · Callistopteris · Cephalomanes · Crepidomanes · Didymoglossum · Hymenophyllum · Polyphlebium · Trichomanes · Vandenboschia